# 屍者的帝國
《屍者的帝國》（日语：屍者の帝国／ししゃのていこく）是伊藤計劃、圓城塔共同創作的長篇科幻小說。此作曾獲得第33回日本SF大賞特別奬、第44回星雲賞日本長篇組獲獎、2016年SUGOI JAPAN Award娛樂小說部門首獎。
此作為伊藤計劃完成長篇小說和諧後開始著手寫作的第四部長篇作品，是一部「科學怪人作品」，但伊藤計劃在完成前30張稿紙內容後就因肺癌死去，伊藤計劃生前的好友圓城塔在其死後參考其創作筆記花了三年四個月的時間成書。
台灣中文版由獨步文化出版。

## 概要
故事的背景是發生在一個人類發現靈素，並通進靈素的研究最終成功使生物創造技術實用化了的半架空世界，十九世紀因為生物創造技術引發不同於現實中的工業革命的"屍者革命"，死人成為勞動力和戰爭的工具，人類的工業和戰爭方式都發生很多的變化，故事的登場人物有實際存在的歷史人物，例如南丁格爾、愛迪生；也有一些是十九世紀末為背景的著名小說中登場的人物（如：《福爾摩斯探案集》中的約翰·華生，《魯賓遜漂流記》中的星期五），是一個虛實交錯的世界。
2014年公佈拍攝動畫電影，並於2015年10月2日在日本上映。

## 劇情簡介
十九世紀末，世界因法蘭肯斯坦所引發的「屍者革命」而帶來科技急速進步，故事以還未遇上福爾摩斯的醫學生約翰·華生為主角，他因違法盜竊屍體遭捕，為贖罪受英國政府的命令以一位情報員的身份前往戰爭中的阿富汗內陸調查傳聞由阿列克塞·卡拉馬助夫建立的「屍者的帝國」，其後從阿列克塞的口中得知“新型屍者”的存在和法蘭肯斯坦所創造的最早的屍者“The one”還存在，為了找出新型屍者的秘密，證明友人Friday的理論，約翰·華生一路追蹤沙萬的足跡前往到明治維新時期的日本和崛起中的美國，最後他在旅程中發現有關人類和屍者間驚人的真相。

## 登場人物
約翰·H·華生
男主角；倫敦大學優秀的醫學生。為了復活死去的好友Friday而踏上尋找維克多手記的旅程。
Friday／星期五
華生的好友，生前一直支持華生追求屍者技術和驗證靈魂，並自願被華生屍者化。屍者的登錄名稱為Noble_Sabage_007。
弗雷德瑞克·巴納比
英國陸軍上尉，亦是沃爾辛厄姆為華生安排的導遊兼監視者。
哈達莉·莉莉絲
美國前總統尤利西斯·辛普森·格蘭特的秘書。一有機會就接觸繼續旅行的華生一行...
尼可拉·克拉索特金
俄羅斯帝國秘密警察--官房第三部的情報人員。曾帶領華生一行人到卡拉馬佐夫的所在地。
阿列克塞·卡拉馬助夫
山澤静吾
尤利西斯·格蘭特
美國第18任總統，曾在南北戰爭中有傑出表現。
曼妮潘妮
托瑪斯·愛迪生
歇洛克·福爾摩斯
M
英國情報機構「沃爾辛漢機構」的指揮官，命令華生搜索維克多手記，並設計了一系列環繞英國和俄羅斯屍者技術的遊戲。
沙萬

## 出版書籍
單行本
- 2012年8月27日、ISBN 978-4-309-02126-3

文庫版
- 2014年11月6日、ISBN 978-4-309-41325-9

中文版
- 2016年1月30日、ISBN 978-986-604-392-5（獨步文化）

## 動畫電影
2014年11月27日在「NoitaminA發布會2015」NoitaminA宣布作為伊藤計劃第2彈，與《虐殺器官》及《和谐》一起進行電影改編。由redjuice擔任角色設計，由曾執導《HAL》的牧原亮太郎擔任導演，同時由製作《HAL》和《進擊的巨人》的WIT STUDIO負責動畫製作，於2015年10月2日在日本公開上映。

### 配音
- 約翰·H·華生：細谷佳正
- Friday／星期五：村瀨步
- 弗雷德瑞克·巴納比（英语：Frederick Gustavus Burnaby）：楠大典
- 哈達莉·莉莉絲（日语：未来のイヴ）：花澤香菜
- 尼可拉·克拉索特金：山下大輝
- 阿列克塞·卡拉馬助夫：三木真一郎
- 山澤静吾（日语：山沢静吾）：齊藤次郎
- 尤利西斯·格蘭特：石井康嗣
- 曼妮潘妮：桑島法子
- 托瑪斯·愛迪生：武田幸史（日语：武田幸史）
- 歇洛克·福爾摩斯：高杉義充（日语：高杉義充）
- M：大塚明夫
- 沙萬：菅生隆之
- 旁白：二又一成

### 製作人員
- 原作：伊藤計劃、圓城塔（河出書房新社刊）
- 導演：牧原亮太郎
- 助理導演：田中洋之
- 演出：西久保利彥、江副仁美、大隈孝晴
- 劇本：瀨古浩司、後藤綠、山本幸治（日语：山本幸治 (プロデューサー)）
- 角色原案：redjuice
- 角色設計：千葉崇明
- 總作畫監督：千葉崇明、加藤寬崇（日语：加藤寛崇）
- 作畫監督：野崎敦子、西垣庄子、齊藤卓也、淺野恭司（日语：浅野恭司）、山本祐子、川名久美子、世良悠子
- 差分機設計：渡部隆（日语：渡部隆）
- 道具設計：尾崎智美、世良悠子
- 機械設計：常木志伸、福地仁、石垣純哉（日语：石垣純哉）、村田護郎（日语：村田護郎）
- 美術設定：垣堺司、鹽澤良憲、青木智由紀、高橋武之
- 美術Board：Bamboo、西野隆世、岡本春美、益城貴昌、水上惠理
- 色彩設定：橋本賢
- 美術監督：竹田悠介
- 3D監督：西田映美子
- 攝影監督：田中宏待
- 剪輯：肥田文
- 音響監督：秦昌二（日语：はたしょう二）
- 音樂：池賴廣
- 音樂製作人：佐野弘明（日语：佐野弘明）
- 首席製作人：松崎容子（日语：松崎容子）、山本幸治
- 製作人：尾崎紀子、和田丈嗣、吉澤隆
- 動畫製作人：中武哲也、岡田麻衣子
- 動畫制作：WIT STUDIO
- 發行：東寶映像事業部

### 主題曲
〈Door〉
主唱：EGOIST，作詞、作曲、編曲：ryo

## 漫畫版
於《月刊Dragon Age》（KADOKAWA／富士見書房）2015年10月號至2016年10月號進行連載。作畫由樋野友行負責。單行本全3冊。
中文版標題譯為《屍者帝國》。
| 集數 | KADOKAWA      | KADOKAWA               | 台灣東販      | 台灣東販               |
| 集數 | 發售日期      | ISBN                   | 發售日期      | ISBN                   |
| ---- | ------------- | ---------------------- | ------------- | ---------------------- |
| 1    | 2016年2月9日  | ISBN 978-4-04-070806-5 | 2017年9月15日 | ISBN 978-986-475-460-1 |
| 2    | 2016年6月9日  | ISBN 978-4-04-070915-4 | 2018年1月19日 | ISBN 978-986-475-583-7 |
| 3    | 2016年11月9日 | ISBN 978-4-04-072084-5 | 2018年8月17日 | ISBN 978-986-475-738-1 |

## 相關項目
- 機器人三定律
- 恐怖谷理論
- 科學怪人